# Kan inte gå
Kan inte gå är en singel av den svenska musikgruppen Bolaget. Låten släpptes den 29 december 2021 och har blivit bandets största hit.
Låten har toppat Sverigetopplistan, sålt fyra gånger platina och hade i januari 2024 blivit streamad över 76 miljoner gånger på Spotify.

## Historik
Kan inte gå blev Sveriges mest streamade låt under 2022, samt blev den andra mest streamade låten i Sverige 2023, endast slagen av bandets egen låt Ikväll igen.